# Louis-Paul Mfédé
Louis-Paul Mfédé (Yaoundé, 26 de fevereiro de 1961 - Yaoundé, 10 de junho de 2013) foi um futebolista profissional camaronês que atuava como meia-atacante. Disputou as Copas de 1990 e 1994, além de ter participado da Copa Africana de Nações em três oportunidades (1986, 1988 e 1992) com a Seleção de Camarões.
Por clubes, Mfédé começou sua carreira em 1981, no Canon Yaoundé, onde jogaria até 1983, quando foi contratado pelo Rennes. Foi pelo clube francês que ele se destacou, marcando oito gols em 78 jogos. Em 1987, voltou ao Canon, onde encerraria a carreira em 1994. Antes, havia jogado por empréstimo ao Figueres, time das divisões inferiores da Espanha.
Como treinador, comandou duas equipes: o Panthère de Ndé e o Canon, em 2012. Uma infecção pulmonar matou Mfédé em 10 de junho de 2013, em um hospital de Yaoundé, aos 52 anos.